# Coaxial

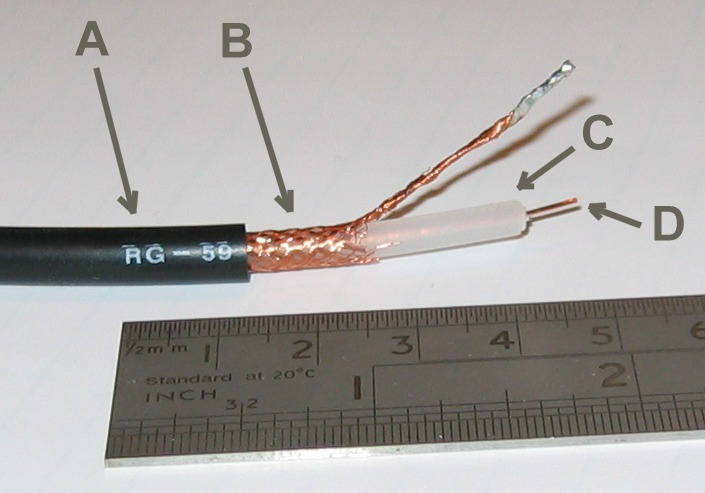
Um exemplo de um cabo coaxial.

Coaxial, em Geometria, é um formato específico de uma linha de transmissão de radiofrequência, formato este que permite a transmissão simultânea de vários sinais eléctricos de ponto a ponto.

## Exemplos
- Os cabos elétricos Coaxiais, substituem os antigos fios paralelos (aqueles fios colados um ao outro). Estes cabos Coaxiais transmitem energia da mesma forma, porém numa estrutura única, havendo no seu interior, a "alma" que é o condutor mais interno, e a "capa" que é o condutor mais externo . Entre os dois deve existir um bom isolamento elétrico. Por fim há uma outra capa que é o revestimento geral envolvendo todos os condutores, também feito com material isolante. Estes tipos de cabos são muito utilizados em redes de computadores, equipamentos de áudio "mecânico" e de palco para som ao vivo e também em sistemas de TV's a cabo e captura de sinais via ar.
- Auto-falantes. Estes são os que mais fogem do termo "eixo" pois são chamados de "Auto-falantes Coaxiais". Aqui não há eixo em nenhuma parte. O que existe são dois sistemas de áudio em uma mesma peça, sendo um sistema para freqüencias graves, com um diâmetro maior e, dentro deste, outro sistema de áudio para freqüencias mais agudas, com um diâmetro menor. Formando os dois uma única peça, sem que um interfira no funcionamento de outro. Peças muito utilizadas em equipamentos de som para carros.
- Rotor Coaxial. Aqui podemos perceber claramente o uso de "Eixos". O termo Rotor Coaxial é utilizado para explicar o funcionamento de Helicópteros que a grosso modo funcionam com dois conjuntos de Rotores (hélices) principais. Estes helicópteros se diferenciam dos mais comuns devido à não utilização do perigoso rotor de cauda, o qual já causou inúmeros acidentes. Toda a força de sucção do ar e do controle de torque da aeronave se concentra acima da mesma, diminuindo assim o desastroso contato com pessoas. Ainda há uma maior facilidade de controle do aparelho com o uso deste tipo de rotor. Basicamente é um eixo que gira um grupo de hélices num sentido e dentro deste, gira um outro eixo no sentido contrário, impulsionando outro grupo. A força de tração entre estes eixos são precisamente calculadas para que os dois não percam a sincronia e o helicóptero não perca o controle.